# Sangre Azul (EP)
Sangre Azul el EP debut de la banda homónima de Pinto (Madrid), editado en 1985, resultado de su triunfo en el "VIII Trofeo Rock Villa de Madrid". 
Es la única grabación en la que aparece su primer cantante José Castañosa, el cual abandonó la banda poco después de la grabación de este documento, que se ha convertido en una reliquia que supera los 30€ en tiendas de discos de segunda mano. 
Incluye cuatro canciones compuestas la música por Carlos Raya y J.A. Martín y la letra por José Luis Castañosa. 
Se llegó a grabar un videoclip de una de las canciones.

## Temas
Cara A
1. Rey de la ciudad - 4:42
2. Chicas, Whisky y Rock and Roll - 4:17

Cara B
1. Todo mi mundo eres tú - 4:25
2. Rock and Roll es libertad - 4:20

## Músicos
- José Castañosa (Lili): Voz
- Carlos Raya: Guitarra
- J. A. Martín: Guitarra
- Julio Díaz: Bajo
- Luis Santurde: Batería